# Freedun
Freedun è un singolo discografico della cantante inglese M.I.A., pubblicato nel 2016 ed estratto dall'album AIM. La canzone vede la partecipazione del cantante inglese Zayn.

## Tracce
- Download digitale

1. Freedun (featuring Zayn) – 4:42